# 多爾冰原島峰
71°17′S 66°6′E / 71.283°S 66.100°E
多爾冰原島峰（英語：Dohle Nunatak）是南極洲的冰原島峰，位於麥克羅伯特森地，屬於查爾斯王子山脈的一部分，以澳大利亞探險隊的直昇機師命名，現時由南極條約體系管理。